# Kiuwan
Kiuwan é uma solução SaaS análises estático multitecnologia, dedicada aplicações software, assim como a medição da qualidade e medida de segurança das mesmas.
Kiuwan é uma das ferramentas nas listas de OWASP de ferramentas de análises de código fonte.
Também foi finalista dos prêmios IBM Beacon Awards 2015.

## História
Kiuwan é uma solução nascida em 2012, criada por Optimyth, uma companhia de software fundada em 2008.

## Suporte
Como solução multitecnológica, Kiuwan suporta vários linguagens de programação, como: Objetive-C, Java, JSP, Javascript, PHP, C, C++, ABAP, COBOL, JCL, C#, PL/SQL, Transact-SQL, SQL, Visual Basic, VB.NET, RPG, SQL*Forms, Android ou Hibernate.